# لمزان
لمزان، شهری در بخش مهران شهرستان بندر لنگه در استان هرمزگان ایران است. این شهر، مرکز بخش مهران است.

## موقعیت جغرافیایی
شهر لمزان از شمال به کوه ببیان، از جنوب به رودخانه مهران، از مغرب به دشت بریامر و خص و کنارزرد و از سمت مشرق به کونه و پدل منتهی می‌شود. همچنین این شهر در فاصله ۱۵۰ کیلومتری از مرکز استان هرمزگان واقع شده است.

## محله‌ها
- مغدان
- لدخو
- امین‌آباد
- علی‌آباد
- کهورکوچه
- چاهگز
- باغ
- خهی بالا
- خهی پایین
- ده وسط (ته‌ده)
- سربالا
- سرمیران
- گود سرخ
- بردستان
- شهرک جدید
- حشم فانه ملا (فیصل‌آباد جدید)
- حشم عبدلله ممد

## مردم‌شناسی
مردم شهر لمزان، اهل سنت و از پیروان امام محمد ادریس شافعی هستند.

## جمعیت
بر پایه سرشماری عمومی نفوس و مسکن در سال ۱۳۹۵، جمعیت شهر لمزان برابر با ۲٬۷۴۵ نفر (۶۴۶ خانوار) بوده است.